# 千秋社
千秋社（せんしゅうしゃ）は、醤油のキッコーマンの主要株主であり、現在では、不動産業および公園事業を営む千葉県野田市の企業。東京都新宿区天神町に同名の出版社があるが、一切資本関係はない。

## 概要
1885年（明治18年）に千秋社と称して組織された無尽講が当社の起源である。1917年（大正6年）に茂木・高梨8家によって野田醤油株式会社（現キッコーマン）が設立された際に、これを支援する両家の組織として1925年（大正14年）5月19日に合名会社千秋社として設立されたもので、設立以来、茂木家、高梨家、中野家、石川家、堀切家によって所有される。1944年（昭和19年）7月7日に野田商誘銀行と合併し株式会社千秋社に改組されている。市内に所在する清水公園を所有し、管理・運営している。また、現在の本社はかつて存在した醤油業者による銀行である旧野田商誘銀行でありその後、一時期、千葉銀行が野田支店として使用していたが、1970年（昭和45年）に当社の所有となった。
2007年（平成19年）11月30日に経済産業省認定の近代化産業遺産に認定されている。

## 主な所有株式
- キッコーマン（672万株、3.19%所有）[11]
- コカ・コーラボトラーズジャパンホールディングス（408万株、2.31%所有）[12]

## 経営陣
2025年5月22日時点。

### 取締役
- 茂木七左衞門（代表取締役社長）
- 中 野 祐 三 郎 （代表取締役専務）
- 髙梨兵左衛門（取締役・相談役）
- 茂木友三郎　  （取　　締　　役）
- 堀切功章        （取　　締　　役）
- 茂 木 佐 平 治（取　　締　　役）
- 髙 梨 昇 一 郎（取　　締　　役）
- 茂  木　玲  子（取　　締　　役）
- 鈴  木　哲  雄（取　　締　　役）
- 茂  木　常  男（取　　締　　役）

### 監査役
- 茂 木 規 久 子（監　　査　　役）
- 茂  木　伸  康（監　　査　　役）